# 尾田栄一郎
尾田 栄一郎（おだ えいいちろう、本名同じ、1975年1月1日 - ）は、日本の漫画家。熊本県熊本市出身。九州東海大学中退。
1997年から、『週刊少年ジャンプ』（集英社）で『ONE PIECE』を連載中。同作の2022年8月時点の累計発行部数は、国内累計4億1000万部、世界累計5億1000万部を突破しており、「最も多く発行された単一作家によるコミックシリーズ」としてギネス世界記録に認定されている。67巻は日本国内出版史上最高記録となる初版405万部を発行している。

## 来歴
油絵が趣味だった父親の影響で幼い頃から絵を描き始め、4歳の時に漫画家という職業の存在を知り「大人になっても働かなくていいんだ!」と思い漫画家を目指し始める。初めて読んだ漫画は藤子不二雄Ⓐの『怪物くん』であり、それがきっかけで漫画家になる決心をしたという。小学五年生時には『キャプテン翼』の影響でサッカー部に入部。このサッカー部での経験が元で後に自分の漫画内でチームの楽しさを描くきっかけになったと語っている。
漫画は中学2年生の頃から本格的に描き始めた。『ONE PIECE』の題材とした海賊が好きになった原点は『小さなバイキングビッケ』であり、中学時代には「ジャンプに海賊の漫画を描こう」と目標を定め、アイディアを貯め始める。高校一年生の時にサッカー部を辞め、漫画一本に集中することに決める。
1992年の東海大学第二高等学校（現・東海大学付属熊本星翔高等学校）在学中に月火水木金土（つきひみずきこんどう）のペンネームで投稿した短編「WANTED!」が『週刊少年ジャンプ』の新人賞の手塚賞に準入選する。1993年には「一鬼夜行」が10月期第104回ホップ☆ステップ賞にて入選を受賞。
1994年に九州東海大学工学部建築学科を1年時で中退し、甲斐谷忍・徳弘正也・和月伸宏のアシスタントを務める。アシスタント時代に描いた読切の海賊漫画「ROMANCE DAWN」が、後の『ONE PIECE』の原型となる。
1997年に『週刊少年ジャンプ』で海賊達の冒険を描く『ONE PIECE』の連載を開始。初連載ながらも1999年にはアニメ化され、国民的人気作品となった。
2002年、アニメ『ONE PIECE』の劇場版第3作『ONE PIECE 珍獣島のチョッパー王国』の同時上映作品『夢のサッカー王!』に愛称の「オダッチ」役で声優として出演。
2007年、『週刊少年ジャンプ』2007年4・5合併号に、『ONE PIECE』と鳥山明の『ドラゴンボール』のコラボ作品「CROSS EPOCH」が掲載された。
2009年にはアニメ『ONE PIECE』の劇場版10作目を記念して『ONE PIECE FILM STRONG WORLD』の映画ストーリー・コスチューム&クリーチャーデザイン・製作総指揮を務める。この映画は様々な東映記録を塗り替え、漫画原作のアニメ映画としては歴代最高記録（当時）の興行収入48億円の大ヒットとなり、2010年上半期邦画興行成績ランキング第1位、2010年年間邦画興行成績ランキング第4位となった。同年、鈴木敏夫のラジオ番組『鈴木敏夫のジブリ汗まみれ』に出演した。
2010年、『週刊少年ジャンプ』2010年39号掲載の『ONE PIECE』第597話で物語に大きな区切りがついたことに伴い、連載を40号（9月6日発売）から43号（9月27日発売）まで4週にわたり長期休載、44号（10月4日発売）より連載を再開。甲斐谷忍はツイッターで尾田が実質休んだのは一週間のみで残りは仕事をしていたと語っている。尾田は休暇の間は家族でハワイに旅行した。
2011年、『週刊少年ジャンプ』2011年17号に島袋光年の『トリコ』のアニメ化に伴い、『ONE PIECE』と『トリコ』のコラボコミック「実食! 悪魔の実!!」が掲載された。尾田は島袋に指定されたところに絵を描いただけだが、作中には尾田の考えたモンスター「トラノイヲカルキツネノイヲカルブタ」が登場している。
2012年、初の展覧会『ONE PIECE展』の監修を務めた。テーマ曲にはかねてから親交のあった中田ヤスタカ書き下ろしの「パノラミック・エクスペリエンス」が使われた。同年、『ONE PIECE』劇場版12作目となる『ONE PIECE FILM Z』の総合プロデューサーを務めた。興行収入は『STRONG WORLD』を上回る68.7億円を記録するメガヒット作となった。
2013年5月、扁桃周囲膿瘍で入院しジャンプの連載を2週休載した。退院後は定期的に1週休載する連載シフトを敷いていた。2014年5月、病状完治を目的として扁桃腺切除の手術を受けるため、2週休載することが発表された。
2015年6月15日、『ONE PIECE』が「最も多く発行された単一作家によるコミックシリーズ」としてギネス世界記録に認定され、「漫画界の先人達または協力者達、読者の皆様への感謝を忘れず、これからも記録に恥じぬ作品を描いていきたいと思います」とコメントした。
2016年の熊本地震では、復興支援として『ONE PIECE』の主人公ルフィ名義で8億円を寄付。また、南阿蘇鉄道のラッピング車両等にイラスト提供を行うなど復興プロジェクトに協力。復興活動への尽力が評価され、2018年4月4日に熊本県民栄誉賞を受賞した。
2023年6月6日、目の手術を受けるため『週刊少年ジャンプ』での『ONE PIECE』の連載を29号（6月19日発売）から32号（7月10日発売）まで4週にわたり休載することを発表。

## 受賞歴
- 「FLY UP BOY」で第69回ホップ☆ステップ賞最終候補
- 1992年下期 - 「WANTED!」で第44回手塚賞準入選（「月火水木金土」名義）
- 1993年 - 「一鬼夜行」で第104回ホップ☆ステップ賞入選
- 2000年 - 『ONE PIECE』で第4回手塚治虫文化賞最終選考6位
- 2001年 - 『ONE PIECE』で第5回手塚治虫文化賞最終選考6位
- 2002年 - 『ONE PIECE』で第6回手塚治虫文化賞最終選考6位
- 2006年 - 『ONE PIECE』で日本のメディア芸術100選マンガ部門選出
- 2012年 - 『ONE PIECE』で第41回日本漫画家協会賞大賞受賞[2]
- 2018年 - 熊本県民栄誉賞[25]
- 2019年 - Yahoo!検索大賞2019作家部門賞[27]
- 2023年 - 第18回渡辺晋賞[28]、第42回藤本賞 特別賞[29]

## 人物
- 一番好きな『ジャンプ』作品は『キン肉マン』とジャンプ30周年の際のコメントで答えている。『ONE PIECE』内の隠れキャラクターパンダマンは、元々は『キン肉マン』の超人募集に応募した際に生まれたキャラクターである[30]。
- 最も尊敬する漫画家は鳥山明[30]。「神様」とまで表現しており[31]、仕事机から仰ぎ見る位置に鳥山のサインを飾ってある（このサインを手に入れるため、徳弘正也に頼んで鳥山のところに連れていってもらい、握手している写真も撮った）[30][32]。
- 大御所扱いされるのを嫌っており、担当編集者にも「先生」とは呼ばせないようにしている[33]。
- 嫉妬するほど良い作品として、新川直司の作品である『四月は君の嘘』を挙げている。その理由は、「漫画での表現が最も苦手とするジャンルである『音楽』の表現を見事にうまく表現している」からである[34]。
- 2016年7月10日に放送されたフジテレビ系『伝説の瞬間発掘ファイル〜アニメ編〜』の番組内で、『ONE PIECE』ファンであるサッカー選手・香川真司とプレゼント交換をし、自分のプレゼントが渡った瞬間を映像で見たいという香川の要望に対し、顔出しNGの条件付きで初めて日本のテレビ番組に出演した[35]。
- アトリエは自宅と併設されている。2019年1月9日に放送されたフジテレビ系『ホンマでっか!?TV』の番組内で、『ONE PIECE』のファンである司会の明石家さんまや、親交がある木村拓哉などが自宅を訪問する様子が放送された[36]。
- 交友関係が広く、 前述の香川や歌手のきゃりーぱみゅぱみゅ、桜井和寿、木村拓哉、明石家さんまなどの著名人とプライベートで仲が良い[37]。
- アシスタントを務めた池沢春人によれば、寝るとき以外はずっと漫画を描いている[38]。安藤英によれば、締め切り近くになると3時間も寝ず、「眠くなるから」と言って食事もとらない[39]。

### 趣味
- 趣味は映画鑑賞で、好きなジャンルは任侠映画と西部劇[30]。任侠映画の『次郎長三国志』を偏愛しており、2011年に発売されるDVDボックスのイラストも手掛けている[40]。加藤泰や山中貞雄の映画も好み、任侠映画全般を愛好している[41]。また、『バグダッド・カフェ』も好きな作品で、『ONE PIECE』に登場する「スパイダーズカフェ」は、『バグダッド・カフェ』の舞台をモチーフにしている[42]。
- Mr.Childrenのファン。映画主題歌をMr.Childrenとすることを条件として『ONE PIECE FILM STRONG WORLD』での仕事を引き受けた[43]。

## 執筆姿勢

### ONE PIECE関連
- 『ONE PIECE』は少年のものであるべきと考え、「作中で恋愛を描かない」、「殺人や死亡シーンをなるべく描かない」、「戦いの後には仲間たちとの楽しい宴が始まる」といった制約を設けて執筆している[44]。また、毎週15歳の頃の自分が楽しめるか確認している[11]。
- 『ONE PIECE』というファンタジーの世界で、どこかにリアリティを求めるとすれば、それは人間の感情だと思っている。そこはしっかり守っていかないと、全部嘘っぱちになると語る[45]。
- 『ONE PIECE』のラストは連載前から決めてある[46]。最終章が一番盛り上がる漫画にする[47]。担当編集者の引継ぎの際には毎回、直接ラストまでの大まかなストーリーラインを提示する。2010年7月の時点で物語の半分くらい[48]。
- 今後『ONE PIECE』以外の長編はもう描かないと決めている。理由は、体力的に次の長期連載をやるのは無理だから[44]。
- 『ONE PIECE』は当初5年で完結させる予定だった。新しい島に行けば新しい仲間がいてすぐに仲間になってくれるから、1年半で仲間は全員集まるだろうとゲーム感覚で考えていたからである。ところが、キャラクターたちはゲームではなく、人間だった。麦わら帽子をかぶった手足が伸びる人間が現れて「海賊になろう」と言われても、仲間になってはくれない。相当なエピソードがなければ、仲間になろうとは思えない。そこが大きな誤算だったという[49]。
- 『ONE PIECE』はラストが決まっている以上、早く最後の画に行き着きたいという気持ちがどこかにある。しかし、キャラクターの気持ちは一人一人丁寧に考えて描きたいし、それを捨て駒のように扱いたくもないから、いざ描くとなるとどうしても長くなってしまうと語る[46]。
- 『ONE PIECE』が予想以上の長寿漫画となったことで、新たに、「読者が卒業することなくずっと読み続けて、それぞれ家庭を持ち子供が出来たら親子で一緒に読んでほしい」という野望ができた[45]。
- 『ONE PIECE』の新しいシリーズを始めるときは、毎回新しく漫画を描くつもりでやっている。一休みして別の漫画を始めても、この漫画で全部やってしまっても、作家としてのやりたいものの消化という意味では同じだと考えている[11]。
- 『ONE PIECE』の主人公とは長い付き合いになると思ったので、作りこまずに、自然に描けたキャラクターがルフィとなった。しかし、作りこまなかった分、本当の姿も模索していた。初めてルフィの本当の姿に気付いたのは、ウソップ編になってから。ウソップがクラハドールを殴った後、第25話でルフィが子供たちと一緒になって「ばーか！！」と言ったとき、「あ、ルフィって子供なんだ」と気付いた。それまでは17歳の冒険好きの少年という設定が頭の中にあり、理屈でゴチャゴチャとキャラクターを考えていたのだが、ルフィは自分の理想の子供を描けばいいんだと気付いてからは、ルフィは勝手に動き、喋り、笑い、怒るようになっていったという[47]。
- ルフィの兄であるエースが死を迎える場面を描いたことについて「本当に悩みました」「読者の反応は僕の想像以上でした」と振り返っている[50]。このシーンを描いたことについて「ルフィが前に進むためには、大きな試練を経験させる必要があった」と語り、「僕もルフィと一緒に乗り越えなければいけない所でした」「楽しいばかりでは、長い連載はやっていけないんです」と明かしている[50]。
- ルフィたちに「2年間の修業期間」を設けたことについては、「四皇などの敵に勝つには、2年間が必要だった」「17歳のルフィでは勝てるはずがなかった」と明かしている[50]。仲間たちと再会までの期間を「2年」としたのは、「ルフィをそこまで大人にしたくなかった。少年漫画であることにこだわりたかったんです」と述べている[50]。

### 漫画関連
- 世の中に対してどうこうと言う難しいメッセージは作品に込めない。テーマは、物語をまとめるための道具であって、受け手に何かを考えさせようという意識はない。あくまで娯楽作品として描いている[11][46]。
- 話作りの方法としては、まず、見せ場を思い浮かべて、次に、そこを読者にとってグッとくるものにするために必要なストーリーを考える[51]。
- 話作りは執念だと考え、どんな話をやろうとも面白くなる術があると信じている。キャラクターは勝手に動き出すが、その行動の中で一番面白い行動、違和感のない行動が絶対に存在する。その面白い行動を、誰かと掛け合わせることで、さらに面白くなる。それを執念で見つけ出す[49]。
- 漫画もアニメも、基本的に、ストーリーよりも演出の方が重要だと考えている[51]。
- 感動的なエピソードについて、キャラクターが動き始めたときに、自分で少し手を貸して演出を加えることで、それを一つの感動的な話に仕上げることはあるが、初めから感動話にしようと狙って書いたことは一度もない[11]。感動話はキャラクターの感情の盛り上がりから生まれるもので、作家が感動させることを目的に話を作ってしまったら、キャラクターを押しつぶしてしまうと語る[52]。
- キャラクターが泣くシーンは、自分自身が泣けないと涙を流させない[45]。
- 「10のことを伝えるため100を描く」[53]、「普通の漫画の3倍のエピソードを盛り込むのが自分のテーマ」[54]と語っている。
- 普通、話を作って進めるにはメインの人達だけ描けばいい。しかし自分は、それに対して町の人たちがどう思っているのかというような、その画面に収まっている全ての感情を描きたい。カメラである場所を写したときに、一番ものすごいリアクションをとるのが主役で、それに対する反対意見もあるだろうし、同調もある。それらを全部まとめて描いていかないと、そのシチュエーションや時代背景は表現しきれないと語る[51]。
- セリフでの説明は本当はしたくない。絵と動きで表現して分からせたい。しかし、伝わらなければ意味がない。作家的なこだわりを捨てて説明してでも、伝えなければならないシーンは沢山あると語る[45]。
- 担当編集者にはアイディアを出さない様にしてもらっている。理由は人に頼ってしまったり、人のせいにしてしまわないようにするため[55]。ただし、気になることがあれば遠慮なく指摘してほしいと語っている[56]。
- 見たこともないキャラクターのシルエットが出来た瞬間が一番嬉しい。漫画で一番やりたいのは、ストーリーではなくキャラクターの造形。こんなスタイルの人間は可能かな、と、あれこれデザインしている時間が楽しいと語る[57]。
- キャラクターの性格は描いているうちに分かることもあれば、ノリで出た口癖がそのキャラクターの根幹になることもある。何はともあれ「絵」。面白い顔ができれば、その顔が変なことをしゃべり始める。そうなればしめたものだという[49]。
- 時代は感じさせないようにしている。流行りもののネタは絶対に扱わないし、すたれていくと分かっているものは扱わない。昔から残っている古典的なものや、自分から発信されていくもので構成すれば、古さは出ないと思っている[58]。
- 週刊連載で、毎週何か一つは読者をビックリさせるものを入れようと思っている。読者が次の号を待っている間にこうなるんじゃないかと想像するものよりも凄いものを見せたいと語る[59]。
- 群集シーン、動物、煙、雲、海など、「生きて動く物」は全て自分自身で描いている[60]。
- 回想シーンは過去に描いたものは使わず、全て新規描き下ろしにしている[61]。
- スクリーントーンは貼り始めるときりがなく時間がかかるため、ほとんど使わない[62]。
- 1週間のうち、ネームに3日、作画に3日、残りの1日を単行本作りなど連載以外の作業に使うのが基本のペース[48]。
- カラー原稿には2日かける。何を描くかを決めるのに一番時間がかかり、それに丸一日は費やす。色づけは基本的にコピックで行う。江戸絵を描くときにはホルベインの色鉛筆を使う[54]。WJ表紙イラストだけは編集部から「秋なので運動会をテーマにして欲しい」などの注文があり、その枠の中で描くが、見開きの扉絵やコミックスのカバーなどに関しては自由に描いている[58]。
- 新学期に友達を作るのに役立つなど、人と人とをつなぐことが、自分が漫画を描くことの役割の一つではないかと考えている[46]。
- 各キャラクターの感謝やお礼の言葉は、最もストレートな「ありがとう」で可能な限り統一している[63]。

## 評価の声
- 井上雄彦
  - 『井上雄彦ぴあ』（2009年）での対談で、「連載の第一話を読んだ時点で『すごい漫画が始まった』『間違いなく大丈夫だと確信した』と思った」「作者が伝えたい意思が満ち溢れている」「『ONE PIECE』のすごいところはルフィの目が点なところ。“面白いものはあれこれ足さなくても面白い!”という意思表現の象徴」と賞賛。
- 鳥山明
  - 尾田の画集『COLOR WALK 1』（2001年）での対談で、「『ONE PIECE』を子供に勧められて読んでみたら、どうして皆がワンピースワンピースって騒ぐのかよく分かった」「このまま王道を描き続けてほしい」と語っている。
- 藤子不二雄Ⓐ
  - 『COLOR WALK 2』（2003年）での対談で、「自分の好きなことを描いてそれが読者にウケているという理想的な流れを感じる」と評価。
- 天野喜孝
  - 『COLOR WALK 3』（2006年）での対談で、「絵の中に視点が入り込んでる」「キャラクターがこちらに飛び出してくる」として賞讃。
- やなせたかし
  - 『COLOR WALK 4』（2010年）での対談で、「何よりも自分が楽しんで描いているのがよく分かる」「手塚治虫、白土三平、浦沢直樹、三浦建太郎の作品を読んだときと同様にショックを受けた」と語っている。
- 松本大洋
  - 『COLOR WALK 5』（2010年）での対談で、「尾田さんの絵はこれぞ漫画!って感じがする」と評価。
- 稲垣理一郎
  - 「この人は本当にナチュラルボーン少年漫画家」と絶賛[64]。
- 和月伸宏
  - 「漫画の申し子のような人」と評価[65]。
- 富野由悠季
  - 「誰にもない自分だけに固有の価値なんてものを持ってるのは、それこそ尾田栄一郎ぐらいだよ」と語っている[66]。
- 細田守
  - 「面白かったです。よくできた少年マンガだなと思いましたよ。あるべき少年マンガの姿だな、と思いましたけどね。」と語っている[67]。
- 久島（デビュー前に尾田を担当していたジャンプ編集者）
  - 初対面の時点で他の新人漫画家とは違う雰囲気と感じ成功を確信、アシスタント修行へ行かせたり、喧嘩のように激しい打ち合わせをしながら読み切りを作成させるなど尾田の地力を養わせた。また、「根性が凄く、読み切りを全てボツにしても一週間後には別のネームを仕上げてきた」「日本人の根底にある浪花節的なものを自分の柱にもっており、それを作品内でしっかり描けている」とも評している[15]。
- 服部ジャン=バティスト哲（6代目ジャンプ担当編集者）
  - 「面白い作品を届けるために超人的なパワーを発揮する」と語っている[15]。

## 作品リスト

### 漫画作品
| タイトル               | 形式 | 掲載誌                                       | 備考                               |
| ---------------------- | ---- | -------------------------------------------- | ---------------------------------- |
| WANTED!                | 読切 | 未掲載（1992年）                             | 1992年下期手塚賞準入選受賞作。     |
| 神から未来のプレゼント | 読切 | 『月刊少年ジャンプオリジナル』1993年10月号   |                                    |
| 一鬼夜行               | 読切 | 『週刊少年ジャンプ増刊』1994年Spring Special | 第104回ホップ☆ステップ賞入選作。   |
| MONSTERS               | 読切 | 『週刊少年ジャンプ増刊』1994年Autumn Special |                                    |
| ROMANCE DAWN【増刊版】 | 読切 | 『週刊少年ジャンプ増刊』1996年Summer Special |                                    |
| ROMANCE DAWN【WJ版】   | 読切 | 『週刊少年ジャンプ』1996年41号               |                                    |
| ONE PIECE              | 連載 | 『週刊少年ジャンプ』1997年34号 - 連載中      | 第41回日本漫画家協会賞大賞受賞作。 |
| CROSS EPOCH            | 読切 | 『週刊少年ジャンプ』2007年4・5合併号         | 鳥山明との合作。                   |
| 実食! 悪魔の実!!       | 読切 | 『週刊少年ジャンプ』2011年17号               | 島袋光年との合作。                 |

### 書籍
いずれも、集英社より発行。

#### 漫画単行本
いずれも、〈ジャンプ・コミックス〉より新書判で発行。
- 『ONE PIECE』1997年 - 続刊中、既刊112巻（2025年7月現在）
- 『WANTED! 尾田栄一郎短編集』1998年11月9日第1刷発行、ISBN 4-08-872631-6

#### 画集
- ONE PIECE 尾田栄一郎画集 COLOR WALK（2001年7月発行、ISBN 4-08-859217-4）
- ONE PIECE 尾田栄一郎画集 COLOR WALK 2（2003年11月発行、ISBN 978-4-08-859376-0）
- ONE PIECE 尾田栄一郎画集 COLOR WALK 3 LION（2006年1月発行、ISBN 4-08-859376-6）
- ONE PIECE 尾田栄一郎画集 COLOR WALK 4 EAGLE（2010年3月発行、ISBN 4-08-859538-6）
- ONE PIECE 尾田栄一郎画集 COLOR WALK 5 SHARK（2010年12月発行、ISBN 978-4-08-782356-1）
- ONE PIECE 尾田栄一郎画集 COLOR WALK 6 GORILLA（2014年1月発行、ISBN 978-4-08-782747-7）
- ONE PIECE 尾田栄一郎画集 COLOR WALK 7 TYRANNOSAURUS（2016年7月発行、ISBN 978-4-08-792509-8）
- ONE PIECE 尾田栄一郎画集 COLOR WALK 8 WOLF（2018年3月2日発売、ISBN 978-4-08-792523-4）
- ONE PIECE 尾田栄一郎画集 COLOR WALK 9 TIGER（2020年9月16日発売、ISBN 978-4-08-792557-9）
- ONE PIECE 尾田栄一郎画集 COLOR WALK 10 DRAGON（2023年4月4日発売、ISBN 978-4-08-792604-0）
- ONE PIECE FILM STRONG WORLD EIICHIRO ODA ARTBOOK（2009年12月発行、ISBN 978-4-08-782251-9）

### その他
- 映画『夢のサッカー王!』（2002年、『ONE PIECE 珍獣島のチョッパー王国』の同時上映作品） - オダッチ役で声優として出演。
- ゲーム『From TV animation ONE PIECE ナナツ島の大秘宝』（2002年） - オウムデザイン
- 映画『ONE PIECE THE MOVIE エピソードオブチョッパー+ 冬に咲く、奇跡の桜』（2008年） - 企画協力・オリジナルキャラクターデザイン
- DREAMS COME TRUE「またね」ジャケットイラスト（2008年）
- ゲーム『ONE PIECE アンリミテッドクルーズ』（2008年） - オリジナルキャラクターデザイン
- 映画『ONE PIECE FILM STRONG WORLD』（2009年） - 映画ストーリー・コスチューム&クリーチャーデザイン・製作総指揮
- 最強ジャンプマスコットキャラクター『ファラオン』（2011年） - キャラクターデザイン
- 映画『ONE PIECE FILM Z』（2012年） - 総合プロデューサー
- 週刊少年ジャンプ45周年記念マスコットキャラクター『ジャッター』（2013年） - キャラクターデザイン
- ゲーム『ONE PIECE アンリミテッドワールド レッド』（2013年） - オリジナルキャラクターデザイン
- 映画『ONE PIECE FILM GOLD』（2016年） - 総合プロデューサー
- 映画『ONE PIECE STAMPEDE』（2019年） - 監修
- 映画『ONE PIECE FILM RED』（2022年） - 総合プロデューサー
- GLAY30周年キービジュアル、公式ロゴデザイン（2024年）
- GLAY『DRIVE 1993〜2026 -GLAY complete BEST』ジャケットイラスト（2025年）

## 関連人物

### 漫画家

#### 師匠
甲斐谷忍
『翠山ポリスギャング』の製作に参加。
徳弘正也
甲斐谷の元でアシスタントを務めた後、『ジャングルの王者ターちゃん♡』『水のともだちカッパーマン』の製作に参加。尾田は徳弘の元でアシスタントをしていた際、人物の輪郭の描き方や表現手法などを学ばせてもらった。同時期に徳弘から言われた「描き込みは伝わるんだぞ」という言葉は最も印象に残っているという。
和月伸宏
『るろうに剣心 -明治剣客浪漫譚-』の製作に参加。同時期に和月の元でアシスタントを務めた人物として、武井宏之、しんがぎん、いとうみきお、鈴木信也がいる。
尾田は和月、武井と共に、安西信行のサークルが発刊した『機動戦士ガンダム』の同人誌『DRILL GUNDAM』（2000年）に「ザク」のイラストを寄稿している。
漫☆画太郎
『まんゆうき 〜ばばあとあわれなげぼくたち〜』の第1話の製作に参加。

#### アシスタント
- キユ（松井勝法）[71]
- 江尻立真[72]
- 池沢春人[73]
- 安藤英[73]
- 天望良一[74]
- 芝田優作[74][75]
- 石山諒[75]
- 臼井彰一[76]

#### その他
島袋光年
同世代の漫画家で、仲のいい友人。デビューが決まった際はお互いに電話で報告し合った。
岸本斉史
共に1974年度生まれで、デビューも近い。岸本の代表作『NARUTO -ナルト-』は『ONE PIECE』と双璧の人気を博した。互いに友でありライバルと認め合っており、家族ぐるみでも親交が深い。
栗原正尚
共に第44回手塚賞の受賞者。尾田は栗原の『怨み屋本舗 EVIL HEART』第2巻に描き下ろしイラストを寄せている。

### 担当編集者
1. ダッチー（本名不明）（『ONE PIECE』連載前、月刊少年ジャンプ時代）[30]
2. 久島（『ONE PIECE』連載前、週刊少年ジャンプ時代）[15][30]
3. 浅田貴典（1996年 - 2001年4月頃）[15][79]
4. 土生田高裕（2001年4月頃 - 2005年2月頃）[15][80]
5. 渡辺大輔（2005年2月頃 - 2006年10月頃）[15][80][81][79]
6. 川島直樹（2006年10月頃 - 2007年11月頃）[15][81][82]
7. 大西恒平（2007年11月頃 - 2008年6月頃）[15][82][83][84]
8. 服部ジャン＝バティスト哲（2008年6月頃 - 2010年12月頃）[15][83][85][84]
9. 井坂尊（2010年12月頃 - 2014年6月頃）[84][85][86]
10. 杉田卓（2014年6月頃 - 2017年1月頃）[86][56][87]
11. 内藤拓真（2017年1月頃 - 2019年）[87][88][89]
12. 高野健（2019年 - 2020年）[89][90]
13. 岩崎湧治（2020年 - 2023年）[91][92][93]
14. 穴山（2023年 - 2025年）[92][94]
15. 福田（2025年 - ）[94]

### 声優
アニメ『ONE PIECE』のメイン声優陣とは深い親交があり、「プロのエンターテイナーとの交流はいい刺激になる」と語っている。
田中真弓
モンキー・D・ルフィの担当声優。
尾田は読み切りの時からルフィの声優には田中がいいと考えていたが、その意向を伝えておらず、オーディションに田中が参加して驚いたという。
大谷育江
トニートニー・チョッパーの担当声優。
尾田は「客にこび、甘ったれた『マスコットキャラ』という奴らが嫌い」だったため、当初チョッパーの口元を本物のトナカイと同じく隆起させていたが、アニメで小泉昇の描く可愛らしいチョッパーと大谷の「反則もの」の声に感化され、考えを変えてマスコット・チョッパーを徹底的に解禁した。
矢尾一樹
フランキーの担当声優。
フランキー以前に矢尾がジャンゴ役で出演してからの友人関係。フランキーは、アニメの初代プロデューサーから「アニメは長寿番組になるから、声優陣に違う風を吹かせるためにも矢尾一樹が麦わらの一味に入れるようにしてくれ」とオーダーがあり、矢尾をイメージして作られている。
中井和哉、岡村明美、山口勝平、平田広明、山口由里子、チョー
それぞれロロノア・ゾロ、ナミ、ウソップ、サンジ、ニコ・ロビン、ブルックの担当声優。